# Letters Never Sent
Letters Never Sent è un album in studio della cantautrice statunitense Carly Simon, pubblicato nel 1994.

## Tracce
Tutti i brani sono stati scritti da Carly Simon, eccetto dove indicato.
1. Intro – 0:18
2. Letters Never Sent (Simon, Jacob Brackman) – 4:45
3. Lost in Your Love – 4:52
4. Like a River – 6:03
5. Time Works On All the Wild Young Men (Simon, Ben Taylor) – 0:44
6. Touched by the Sun – 5:28
7. Davy – 3:41
8. Halfway 'Round the World – 4:33
9. What About a Holiday – 0:32
10. The Reason (Simon, Danny Kortchmar) – 5:29
11. Private – 4:37
12. Catch It Like a Fever – 0:23
13. Born to Break My Heart – 5:00
14. I'd Rather It Was You – 5:42